# International Football Cup 1966/67
De International Football Cup van 1966-67 was de zesde en laatste editie onder deze naam. Het jaar erna ging het evenement Intertoto Cup heten. Het was ook de laatste editie met één winnaar. Vanaf de volgende editie werden er eerst (tot 1995) enkel poulewedstrijden gespeeld en daarna (tot 2009) waren er steeds meerdere winnaars. Eintracht Frankfurt won de laatste editie in een finale tegen Inter Bratislava. In vergelijking met de voorgaande editie, werd het toernooi dit keer uitgebreid van 32 naar 40 clubs. Dat betekende twee extra groepen.

## Groepsfase
De clubs werden onderverdeeld in tien groepen van vier: vier 'A'-groepen en zes 'B'-groepen. Clubs uit België, Frankrijk, Italië, Nederland en Zwitserland werden geplaatst in de 'A'-groepen, clubs uit Tsjecho-Slowakije, Oost-Duitsland, Polen, Zweden en Joegoslavië in de 'B'-groepen. Clubs uit West-Duitsland werden in beide groepen geplaatst. De tien groepswinnaars stroomden door naar de knock-outronden.

### Groep A1
| Team                    | Ptn | Wed | W | G | V | DV | DT | DS |
| ----------------------- | --- | --- | - | - | - | -- | -- | -- |
| 1. Eintracht Frankfurt  | 10  | 6   | 5 | 0 | 1 | 15 | 9  | +6 |
| 2. Lanerossi Vicenza    | 5   | 6   | 2 | 1 | 3 | 10 | 11 | -1 |
| 3. Feyenoord            | 4   | 5   | 2 | 0 | 3 | 8  | 9  | -1 |
| 4. FC La Chaux-de-Fonds | 3   | 5   | 1 | 1 | 3 | 10 | 14 | -4 |

De wedstrijd Chaux-de-Fonds vs. Feyenoord werd bij een 1-2-tussenstand gestaakt door mist. Aangezien geen van beide ploegen zich kwalificeerde voor de kwartfinale, werd de wedstrijd niet overgespeeld. De tussenstand mocht niet als eindstand gebruikt worden, waardoor beide clubs één wedstrijd minder speelden.
De wedstrijd Vicenza vs. Feyenoord werd ook gerapporteerd als 2-0, maar de officiële uitslag is 2-1.

### Groep A2
| Team                     | Ptn | Wed | W | G | V | DV | DT | DS  |
| ------------------------ | --- | --- | - | - | - | -- | -- | --- |
| 1. Door Wilskracht Sterk | 12  | 6   | 6 | 0 | 0 | 17 | 7  | +10 |
| 2. Atalanta              | 6   | 6   | 3 | 0 | 3 | 14 | 7  | +7  |
| 3. FC Grenchen           | 4   | 6   | 2 | 0 | 4 | 14 | 20 | -6  |
| 4. RC Strasbourg         | 2   | 6   | 1 | 0 | 5 | 9  | 20 | -11 |

### Groep A3
| Team                 | Ptn | Wed | W | G | V | DV | DT | DS  |
| -------------------- | --- | --- | - | - | - | -- | -- | --- |
| 1. Go Ahead Deventer | 12  | 6   | 6 | 0 | 0 | 24 | 8  | +16 |
| 2. US Foggia         | 8   | 6   | 4 | 0 | 2 | 6  | 3  | +3  |
| 3. Tilleur Liège     | 4   | 6   | 2 | 0 | 4 | 10 | 13 | -3  |
| 4. FC Sion           | 0   | 6   | 0 | 0 | 6 | 6  | 22 | -16 |

### Groep A4
| Team              | Ptn | Wed | W | G | V | DV | DT | DS  |
| ----------------- | --- | --- | - | - | - | -- | -- | --- |
| 1. ADO Den Haag   | 11  | 6   | 5 | 1 | 0 | 16 | 8  | +8  |
| 2. Brescia Calcio | 7   | 6   | 3 | 1 | 2 | 9  | 5  | +4  |
| 3. RFC de Liège   | 6   | 6   | 3 | 0 | 3 | 13 | 6  | +7  |
| 4. FC Biel-Bienne | 0   | 6   | 0 | 0 | 6 | 7  | 26 | -19 |

### Groep B1
| Team                  | Ptn | Wed | W | G | V | DV | DT | DS |
| --------------------- | --- | --- | - | - | - | -- | -- | -- |
| 1. Zagłębie Sosnowiec | 10  | 6   | 5 | 0 | 1 | 14 | 7  | +7 |
| 2. Karlsruher SC      | 6   | 6   | 3 | 0 | 3 | 8  | 7  | +1 |
| 3. Hansa Rostock      | 6   | 6   | 3 | 0 | 3 | 13 | 13 | 0  |
| 4. Olimpija Ljubljana | 2   | 6   | 1 | 0 | 5 | 7  | 15 | -8 |

De wedstrijd Hansa Rostock vs. Llubljana werd ook gerapporteerd als 3-1, maar de officiële uitslag is 3-0.

### Groep B2
| Team                  | Ptn | Wed | W | G | V | DV | DT | DS |
| --------------------- | --- | --- | - | - | - | -- | -- | -- |
| 1. IFK Göteborg       | 9   | 6   | 4 | 1 | 1 | 13 | 14 | -1 |
| 2. Szombierki Bytom   | 6   | 6   | 3 | 0 | 3 | 17 | 8  | +8 |
| 3. Lokomotive Leipzig | 6   | 6   | 2 | 2 | 2 | 8  | 8  | 0  |
| 4. Union Teplice      | 3   | 6   | 1 | 1 | 4 | 6  | 13 | -7 |

### Groep B3
| Team                      | Ptn | Wed | W | G | V | DV | DT | DS |
| ------------------------- | --- | --- | - | - | - | -- | -- | -- |
| 1. Górnik Zabrze          | 9   | 6   | 4 | 1 | 1 | 17 | 10 | +7 |
| 2. Eintracht Braunschweig | 6   | 6   | 3 | 0 | 3 | 12 | 13 | -1 |
| 3. FC Carl Zeiss Jena     | 5   | 6   | 2 | 1 | 3 | 9  | 12 | -3 |
| 4. AIK Fotboll            | 4   | 6   | 1 | 2 | 3 | 7  | 10 | -3 |

### Groep B4
| Team                    | Ptn | Wed | W | G | V | DV | DT | DS |
| ----------------------- | --- | --- | - | - | - | -- | -- | -- |
| 1. FK Inter Bratislava  | 8   | 6   | 4 | 0 | 2 | 18 | 10 | +8 |
| 2. Wisła Kraków         | 7   | 6   | 3 | 1 | 2 | 13 | 10 | +3 |
| 3. Malmö FF             | 5   | 6   | 2 | 1 | 3 | 9  | 13 | -4 |
| 4. 1. FC Kaiserslautern | 4   | 6   | 2 | 0 | 4 | 12 | 19 | -7 |

### Groep B5
| Team                    | Ptn | Wed | W | G | V | DV | DT | DS |
| ----------------------- | --- | --- | - | - | - | -- | -- | -- |
| 1. ZSK Vorwärts Berlin  | 10  | 6   | 5 | 0 | 1 | 13 | 8  | +5 |
| 2. VSS Košice           | 7   | 6   | 3 | 1 | 2 | 12 | 11 | +1 |
| 3. IF Elfsborg          | 6   | 6   | 3 | 0 | 3 | 10 | 8  | +2 |
| 4. Borussia Neunkirchen | 1   | 6   | 0 | 1 | 5 | 6  | 14 | -8 |

### Groep B6
| Team                      | Ptn | Wed | W | G | V | DV | DT | DS |
| ------------------------- | --- | --- | - | - | - | -- | -- | -- |
| 1. IFK Norrköping         | 8   | 6   | 4 | 0 | 2 | 17 | 10 | +7 |
| 2. Dynamo Dresden         | 7   | 6   | 3 | 1 | 2 | 13 | 7  | +6 |
| 3. Polonia Bytom          | 5   | 6   | 1 | 3 | 2 | 5  | 13 | -8 |
| 4. Spartak Hradec Králové | 1   | 6   | 0 | 1 | 5 | 6  | 14 | -8 |

## Kwartfinales
- Górnik Zabrze en ZSK Vorwärts Berlin deden aan het begin van de kwartfinale nog mee aan de Europacup I 1966/67 en mochten na de zomerstop niet verder spelen van de UEFA. Ze werden daardoor uit dit toernooi gezet.
- De resterende teams speelden in vier dubbele wedstrijden tegen elkaar.

| Team 1                | Tot. | Team 2              | 1e wedstr. | 2e wedstr. |
| --------------------- | ---- | ------------------- | ---------- | ---------- |
| IFK Norrköping        | 3-4  | Eintracht Frankfurt | 2-1        | 1-3        |
| ADO Den Haag          | 3-0  | IFK Göteborg        | 1-0        | 2-0        |
| FK Inter Bratislava   | 4-3  | Go Ahead Deventer   | 3-0        | 1-3        |
| Door Wilskracht Sterk | 2-5  | Zagłębie Sosnowiec  | 2-2        | 0-3        |

## Halve finales
| Team 1             | Tot.       | Team 2              | 1e wedstr. | 2e wedstr. |
| ------------------ | ---------- | ------------------- | ---------- | ---------- |
| ADO Den Haag       | 2-3 (n.v.) | FK Inter Bratislava | 1-0        | 1-3        |
| Zagłębie Sosnowiec | 5-7        | Eintracht Frankfurt | 4-1        | 1-6        |

## Finale
De finale is gespeeld op 17 mei en 17 juni.
| Team 1              | Tot.       | Team 2              | 1e wedstr. | 2e wedstr. |
| ------------------- | ---------- | ------------------- | ---------- | ---------- |
| FK Inter Bratislava | 3-4 (n.v.) | Eintracht Frankfurt | 2-3        | 1-1        |

## Laatste keer met knock-outronden
De groepswedstrijden werden altijd gespeeld in de zomerstop en de knock-outrondes in het daaropvolgende seizoen. Data werden bij die ronden bepaald door de clubs. Het spelen van deze ronden leverde problemen op. Ten eerste hadden de clubs moeite om tot een akkoord te komen over de speeldata. Zo werden de finalewedstrijden van 1964-65 pas in juni 1965 gespeeld, bijna een jaar na de groepswedstrijden uit 1964. In de edities 1963-64 en 1965-66 waren de wedstrijden in mei.
De tweede reden voor het afschaffen van de knock-outronden, was de regel van de UEFA met betrekking tot deelnemers van de Europacup I en II. Deze clubs mochten na de groepswedstrijden in de zomer niet verder meespelen, zolang ze niet uitgeschakeld waren in de Europacup I en II. Hierdoor moesten ploegen ronden overslaan of helemaal uit het toernooi stappen. Hierdoor werd het organiseren van de knock-outronden ingewikkeld. De derde reden was de lage waardering die over het algemeen aan de ronden werden toegeschreven. Hoewel het bereiken van de finale positief werd gewaardeerd, was de reden dat het toernooi werd georganiseerd, om clubs voetballende houden in de zomer.
Hierdoor werden de knock-outwedstrijden afgeschaft en waren er tot 1995 geen winnaars van de cup. Tot dat jaar werden de groepswedstrijden georganiseerd. De cup kreeg een nieuwe naam: de Intertoto Cup.